# Acontia hieroglyphica
Acontia hieroglyphica is een vlinder uit de familie van de uilen (Noctuidae). De wetenschappelijke naam van de soort is voor het eerst geldig gepubliceerd in 1902 door Oswald Beltram Lower.